# 大神雄子
大神 雄子（おおが ゆうこ、1982年10月17日 - ）は、日本の元女子プロバスケットボール選手である。山形県山形市出身。ポジションはポイントガード。ニックネームは「シン」。マネジメント契約先はスポーツビズ。
父は山形大学教授の大神訓章で、彼はインカレで山形大学女子バスケットボール部を5年連続ベスト8に導いている。

## プレイスタイル
鋭いドライブから女子には珍しいワンハンドの3Pシュートまで、広いシュートレンジ・プレイエリアを活かして自らも得点を重ねる攻撃型のポイントガードである。男勝りなプレイスタイルと気取らない性格で人気がある。

## 来歴
父のコーチ留学先のロサンゼルスでNBAの地元チーム・レイカーズの試合に触発され8歳からバスケットボールを始める。
うめばちミニバス、山形第一中学を経て、1998年4月に名古屋短期大学付属高等学校（現・桜花学園高等学校）に進学。2年時の1999年インターハイ、国体、ウィンターカップ三冠を達成し、3年間で7度の全国タイトルを獲得する。
2001年、ジャパンエナジーJOMOサンフラワーズ（現ENEOS）に加入。2012-13シーズン終了後に退団するまで9度のWリーグ優勝、7度の全日本総合バスケットボール選手権大会優勝に貢献した。
2007年、日本国内女子選手として初となるプロ契約を締結して、シーズン終了後WNBAでのプレーを目指す事を表明する。フェニックス・マーキュリー（前年のWNBA王者。JOMOの先輩萩原美樹子もかつて所属していた）とキャンプ参加契約を結ぶ。
2008年5月、開幕ロースター入りし、萩原美樹子に続く2人目の日本人WNBAプレイヤーとなった。23試合に出場し、総得点56点を記録する。
2009年2月、Wリーグの試合中、相手選手と接触し左手首を骨折する。同年5月、前年所属したWNBAフェニックス・マーキュリーからオファーを受けキャンプに参加したが、同年6月に戦力外通告を受けた。
2013年6月、Twitter上で12シーズン過ごしたJXを退団し、海外リーグに挑戦することを表明した。
2013年9月、中国女子バスケットボールリーグの山西興瑞に翌年2月までの期限付きで移籍することを発表した。同リーグにおける日本人選手の登録は花田有衣、石川幸子に次いで3人目。同チームにはアメリカ代表のエース、マヤ・ムーアも所属している。レギュラーシーズンでは全22試合に主力として出場し、1試合平均33分の出場で8.2得点、3.5リバウンド、4.4アシストの成績を残し、レギュラーシーズン1位に貢献。プレーオフ・ファイナル4試合もほぼフル出場し、1試合9得点、5.5アシストの活躍で優勝に貢献した。
2014-15シーズンは、中国リーグが外国人枠を撤廃したため山西興瑞とは契約ができず、Wリーグも前シーズン終了後の5月に選手登録を締め切っているため、無所属となった。
2015年、トヨタ自動車アンテロープスに加入。
2017-2018シーズンをもって現役を引退し、トヨタ自動車のコーチに就任した。
2018年6月24日、日本バスケットボール協会の臨時理事会において、協会アンバサダーに就任することが決定した。同年9月、3x3女子日本代表のコーチに就任。
2022年オフ、トヨタ自動車のヘッドコーチに就任。6月1日は監督に就任することが決まる。。
2023年6月、日本人として3人目となるFIBA殿堂入りが発表された。この発表ではサンフラワーズの大先輩にあたるカトリーナ・マックレインも同時にFIBA殿堂入りしている。

## 日本代表歴
高校を卒業しサンフラワーズ入りした2001年、チェコで行われたジュニア世界選手権に出場し11位。チームの中心として7試合に出場し、1試合平均 25.4得点、4.1リバウンド、1.3アシスト。 
2004年1月、仙台で行われたアジア選手権でアテネオリンピック出場権獲得に貢献。アテネオリンピックには最年少の21歳で出場。
翌年以降も日本代表主力として2005年アジア選手権（4位）、2006年ドーハアジア競技大会（3位）、2007年アジア選手権（3位）。2008年は北京オリンピック世界最終予選に出場したが五輪出場権は獲得できなかった。
2009年アジア選手権に出場し、3位で翌年の世界選手権出場権を獲得。2010年世界選手権は最終順位10位だったが、出場8試合で1試合平均19.1得点を記録し、大会得点王に輝いた。その後、広州アジア大会にも出場し3位。
2011年アジア選手権は3位決定戦でチャイニーズタイペイを破り、ロンドンオリンピック世界最終予選出場権を獲得。1試合平均11.2得点、2.2リバウンド、3.8アシストのスタッツを残し、大会ベスト5に選出された。翌年の世界最終予選でも主力として全試合に出場したが、2大会ぶりの五輪出場権獲得はならなかった。
2013年の2013年アジア選手権でも全7試合に出場し、43年ぶりの優勝と世界選手権出場権獲得に貢献。翌2014年にトルコで開催された世界選手権は予選リーグ3試合に出場したが敗退。
2015年は1年間所属がなかったのに加え、「体力的、技術的に落ちている」との理由から代表候補から落選。

## 経歴
- 桜花学園高 - JOMO/JX（2001年〜2013年） - 山西興瑞（2013年〜2014年） - トヨタ自動車（2015年～2018年）

WNBA
- フェニックス（2008年）

## 受賞歴
国際大会
- 2011年アジア選手権ベスト5

日本国内
- Wリーグ
  - プレーオフMVP（2006-07、2009-10）
  - レギュラーシーズンMVP（2007-08）
  - ベスト5（2005-06、2006-07、2007-08、2008-09、2009-10、2010-11）
  - アシスト数1位（2005-06、2007-08、2008-09、2009-10）
  - スティール数1位（2007-08）
- 全日本総合選手権ベスト5（2005年大会から2012年大会まで8年連続受賞）
- 東京運動記者クラブバスケットボール分科会選出年間ベスト5（2006年度から2012年度まで7年連続受賞）